# Grewia humblotii
Grewia humblotii är en malvaväxtart som beskrevs av Henri Ernest Baillon. Grewia humblotii ingår i släktet Grewia och familjen malvaväxter. Inga underarter finns listade i Catalogue of Life.